# Kjell Jörstedt
Kjell Jörstedt, född 22 augusti 1943 i Stockholm, död 15 februari 2022 i Stockholm, var en svensk målare som studerade vid Kungliga Konsthögskolan mellan åren 1969 till 1974. 
Hans realistiska, ibland närmast fotorealistiska målningar är ofta mörka och målade i en avskalad färgskala, där gestalter med hjälp av ljusdagrar frigörs ur dunklet. Hans motiv har inte sällan ett kritiskt och satiriskt innehåll riktad mot både över- och arbetarklass och hans bilder har ibland jämförts med Roy Anderssons filmiska tablåer.

## Utställningar (i urval)
- Göteborgs Konsthall – 1972
- Galleri Prisma, Stockholm – 1973–1985
- Nygårdsmagasinet, Linköping – 1976
- Edsbyns museum – 1984
- Lilla Galleriet, Stockholm – 1987
- Galleri Max, Stockholm – 1996 och 1998
- Galleri Händer, Stockholm – 2000
- Galleri Överkikaren, Stockholm – 2006

## Representerad (i urval)
Moderna museet i Stockholm, Statens konstråd, Östergötlands museum, Linköpings kommun, Östergötlands läns landsting, Ovanåkers kommun, Gävleborgs läns landsting, Stockholms stad